# كتخدا

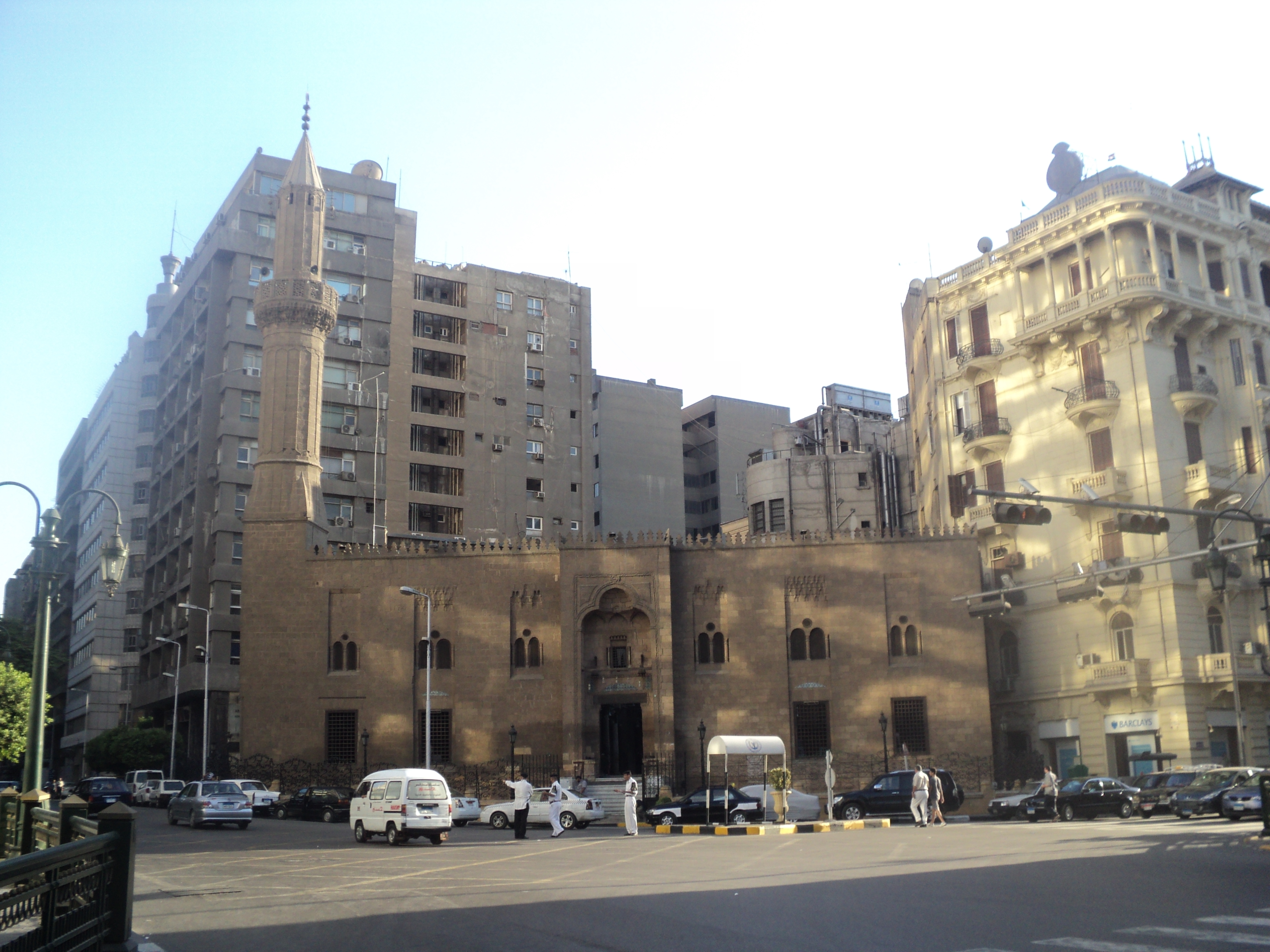

كتخدا لفظ تركي - فارسي أصله كدخدا ومعناه «رب الدار»، وأصبح فيما بعد لقبا بمعنى: حاكم أو عمدة. ورد ذكره في بعض المصادر: كتختا، وأحيانا كيخيا أو كيخا.
أطلق على أمراء الأقاليم في الدويلات الإسلامية الشرقية وفي العهد العثماني اعتمد هذا اللقب رسميا فأصبح يطلق بصفة أساسية على كل معاون أو مساعد للموظف الكبير في الدولة. أما على مستوى الإنكشارية فقد ارتبط هذا اللقب بالمعاون الأول لآغا الانكشارية وكان يرمز إليه بلفظ كتخداسي.